# プエルト・プラタ州

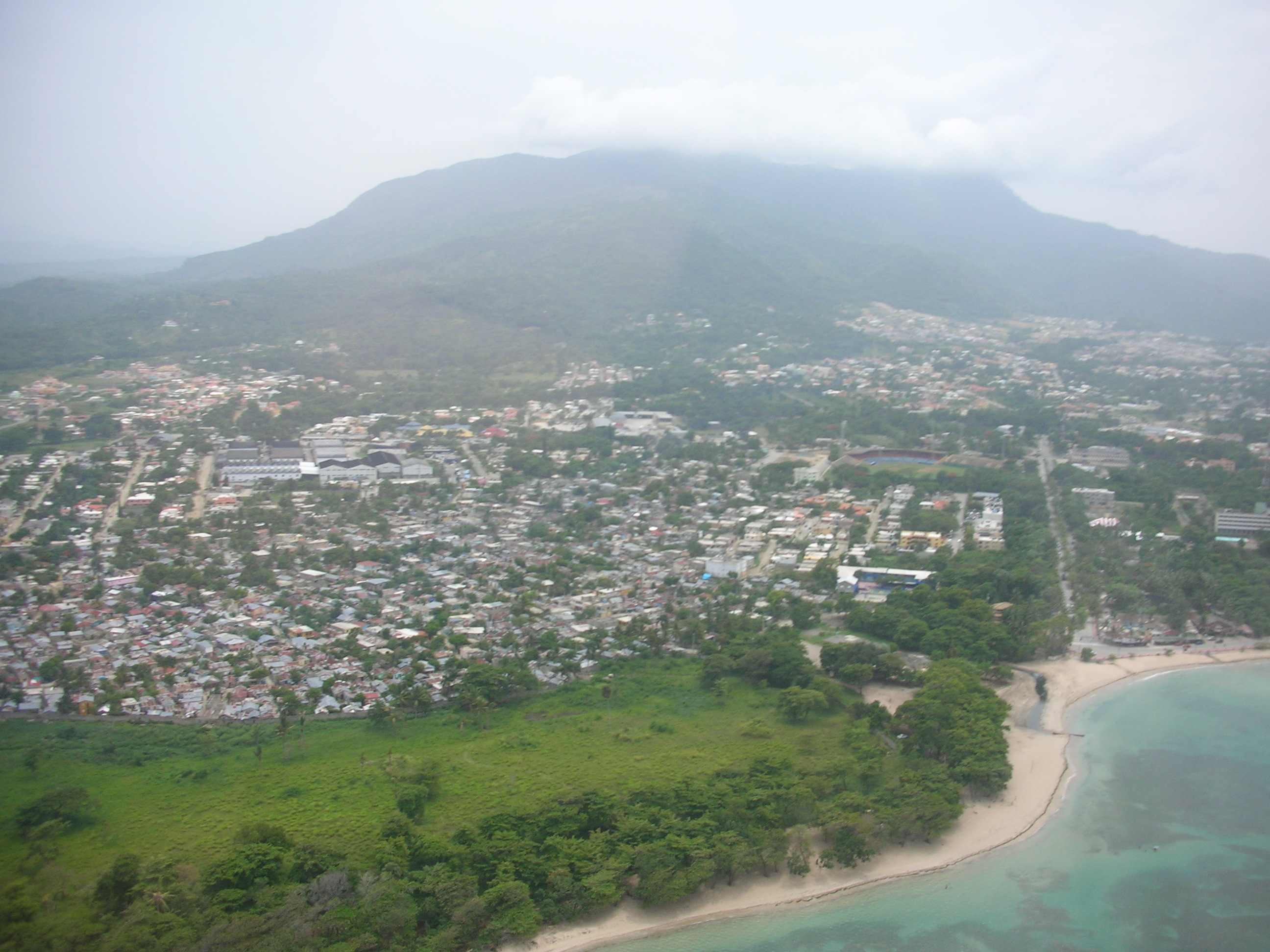
プエルト・プラタ

プエルト・プラタ州 (プエルト・プラタしゅう、スペイン語：Puerto Plata / スペイン語発音: [pwertoˈplata] / 銀の河)はドミニカ共和国北中部の州。
2017年の人口は33万439人で、国内6位。
州都はプエルト・プラタ。

## 隣接州
- 北：大西洋
- 東：エスパイジャト州
- 南：サンティアゴ州
- 南西：バルベルデ州
- 西：モンテ・クリスティ州

## 行政区分
- アルタミラ（英語版）
- インベルト（英語版）
- グアナニコ（英語版）
- ソスア（英語版）
- ビジャ・イサベラ（英語版）
- ビジャ・モンテジャーノ（英語版）
- プエルト・プラタ：州都
- ロス・イダルゴス（英語版）
- ルペロン（英語版）

## 交通
- グレゴリオ・ルーペロン国際空港